# Abraxas minor
Abraxas minor là một loài bướm đêm trong họ Geometridae.